# 상륙돌격장갑차

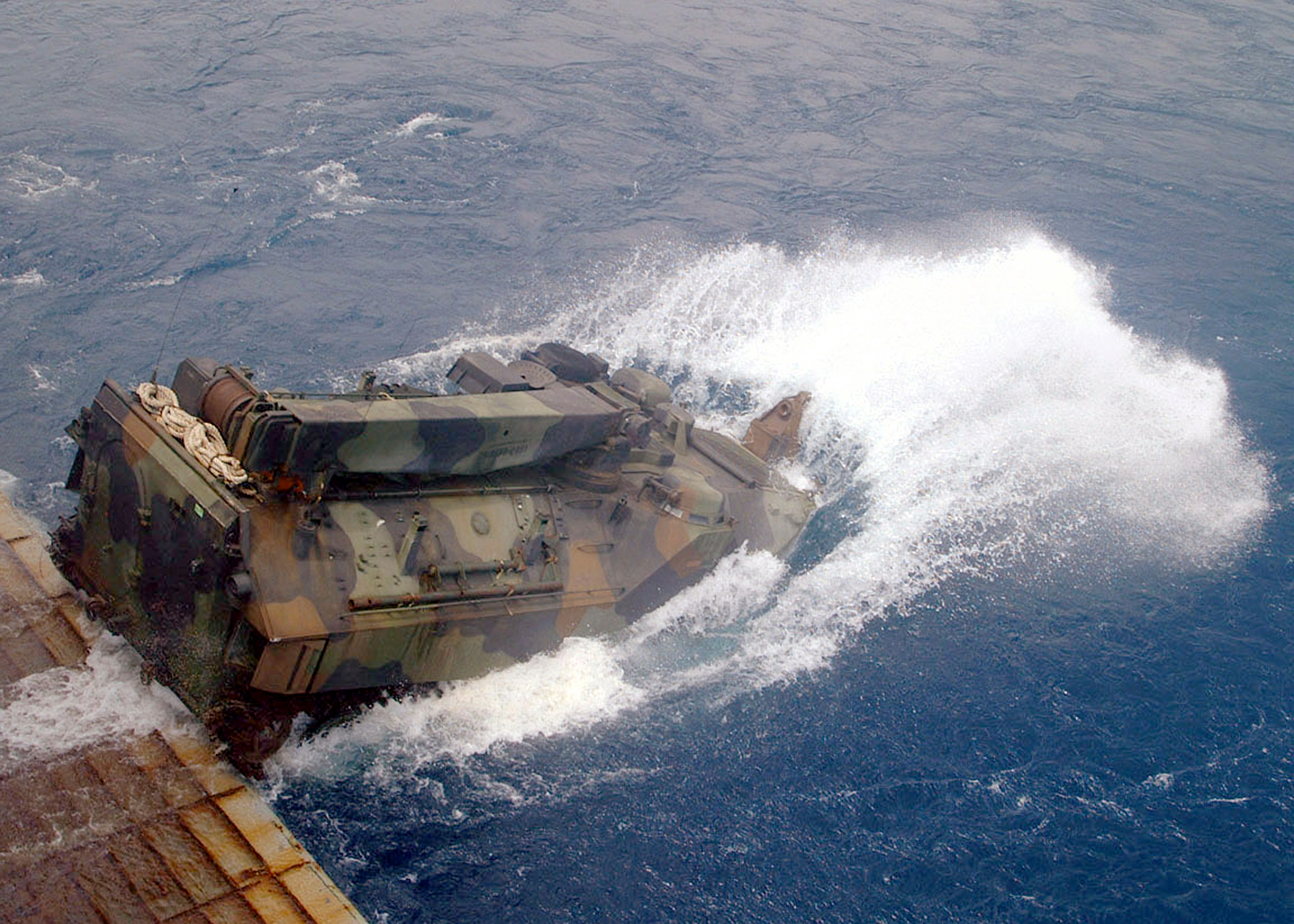
2002년 오키나와의 주일미군 제31해병원정대의 AAV-7

상륙돌격장갑차(上陸突擊裝甲車, 영어: Assault Amphibious Vehicle, AAV, AAVP-7A1)는 미국 해병대가 상륙작전을 할 때 사용하는 수륙 양용 장갑차를 말한다.

## 역사
1972년 최초의 AAV인 LVTP-7를 실전배치했다. 1984년 미국 해병대는 LVTP-7A1을 AAV-7A1라고 개명했다.
미국은 AAV라고 부르고, 한국은 한국형 AAV라고 해서 KAAV라고 부른다.

## 대한민국
1998년 한화테크윈이 BAE시스템과 계약해 기술도입 방식으로 국내에서 면허 생산하고 있다. KAAV는 병력용 장갑차인 'KAAV-P7A1'과 지휘용 장갑차인 'KAAV-C7A1', 구난용 장갑차인 'KAAV-R7A1' 등 총 3종류다. 현재 해병대에서 200여대를 운용하고 있다.
독도함은 KAAV 7대를 탑재한다.
2016년 4월, 한화테크윈은 600억원 규모의 필리핀 상륙돌격장갑차 8대 도입 사업에서 KAAV의 원 제작사인 BAE시스템을 누르고 공급 사업자로 선정되었다. 인도네시아에도 수출하려고 했는데, 미국이 수출승인을 거부했다.
2016 쌍용훈련은 역대 최대 규모로 실시되었다. KAAV 40여대가 동원되었다.
2018년 쌍용훈련에서 미국 해병대가 한국 해병대의 KAAV를 함께 탑승해, 포항에서 연합상륙작전을 훈련했다. 한미연합 상륙작전 최초로 F-35B 스텔스 수직이착륙 전투기가 상륙작전에 투입되었다. 전면전 발생시 포항의 해병대 1사단은 오키나와의 주일미군 해병대인 제31해병원정대와 함께 원산에 상륙하여, 평양으로 직진한다.
2018년 일본은 해병대인 수륙기동단을 창설했다. 2,200명으로 1개 여단급 규모인데, AAV-7 52대를 수입할 계획이다. 28,000명에 2개 사단급 규모인 한국 해병대가 KAAV-7 200대인 것과 비교하면, 적은 병력이지만 중무장을 하고 있는 것으로 보인다.

## 제원
- 승무원: 3 명
- 수용량: 21 명
- 길이: 8.1 m
- 폭: 3.2 m
- 높이: 3.7 m
- 중량:* 21 톤
- 최대속도: 지상 72 km/h, 해상 13 km/h
- 엔진: 400 마력

## 사진첩

각 운용국에서의 AAV-7
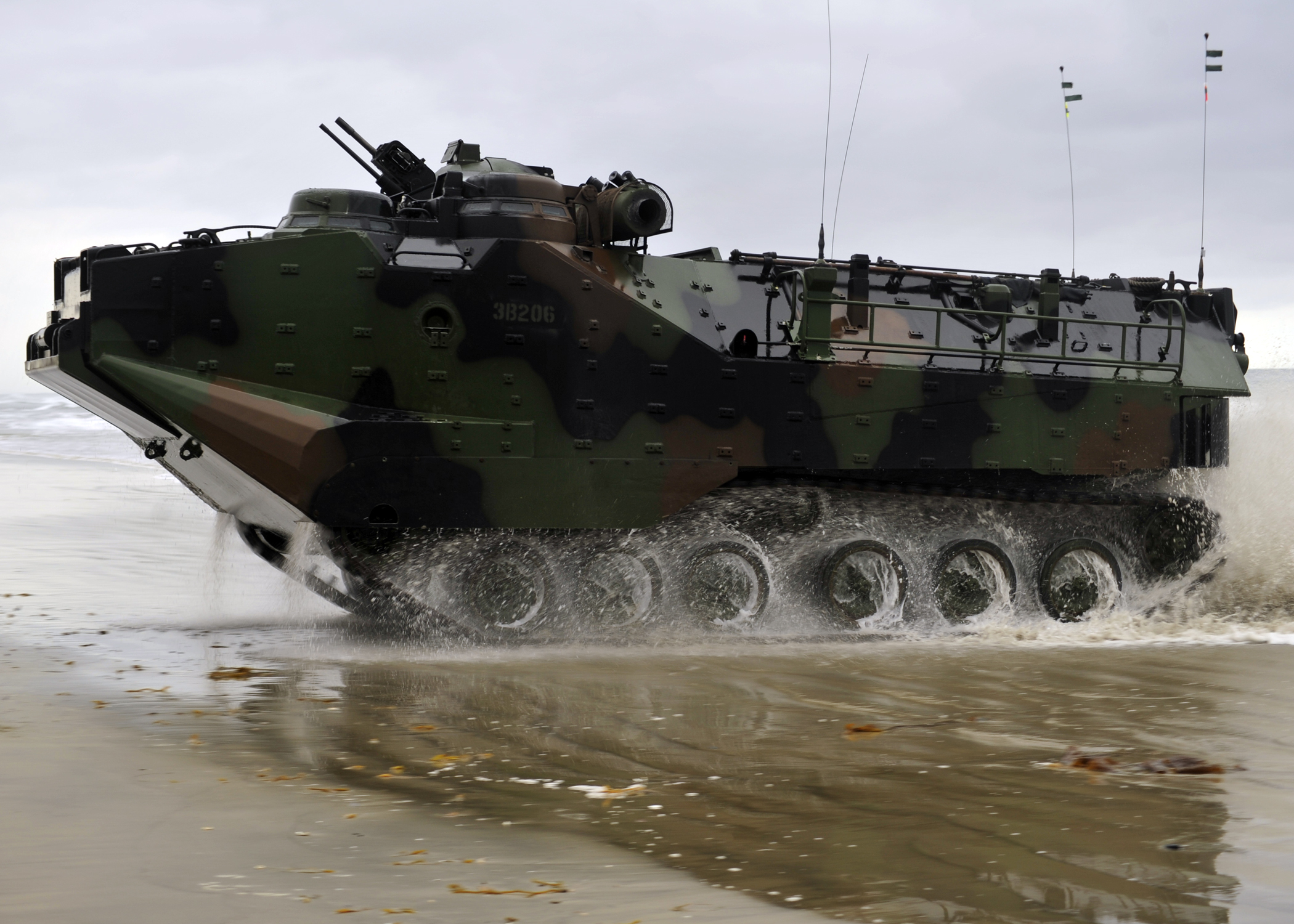
미국 해병대의 AAV-7
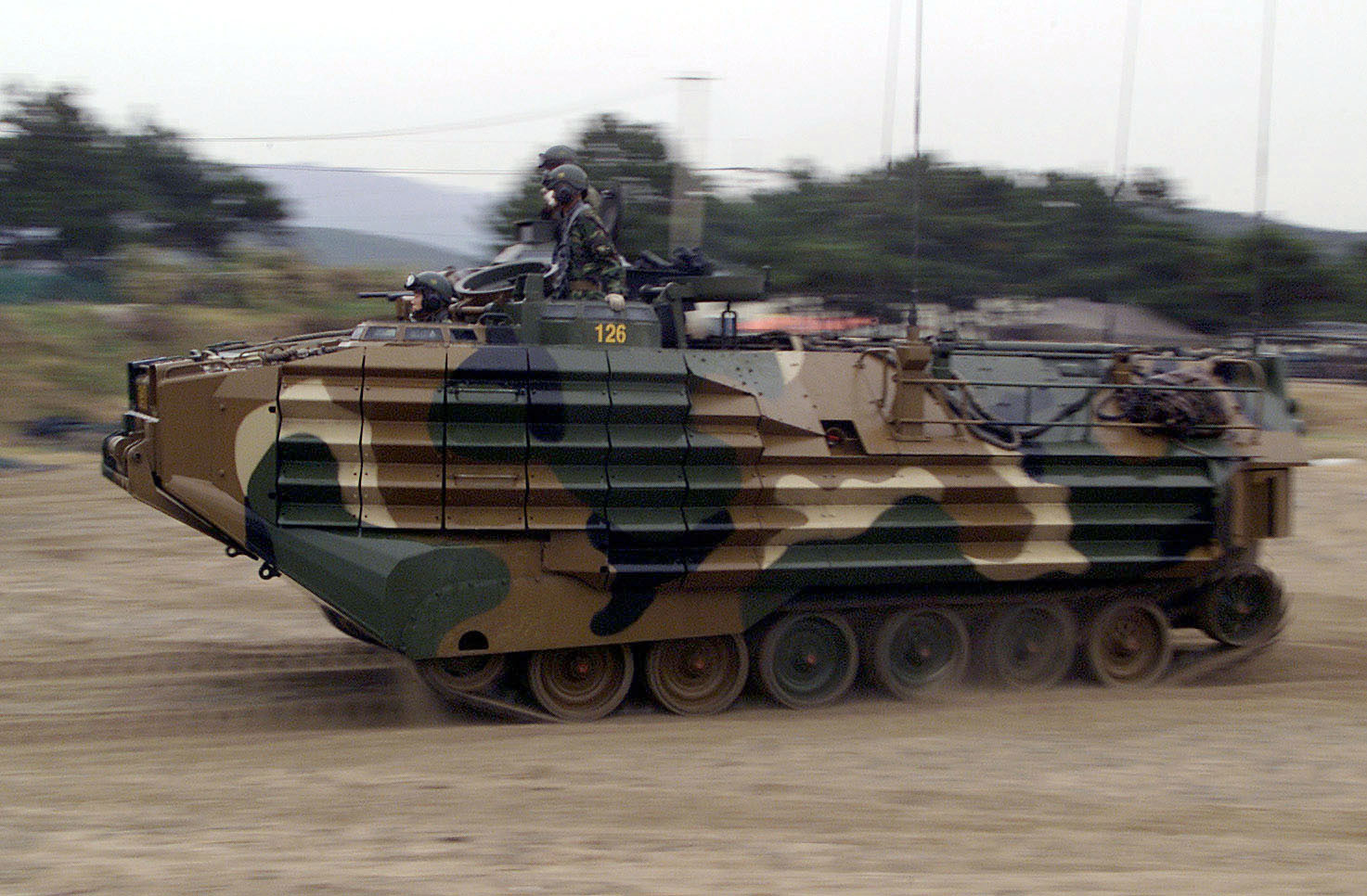
한국 해병대의 KAAV-P7A1
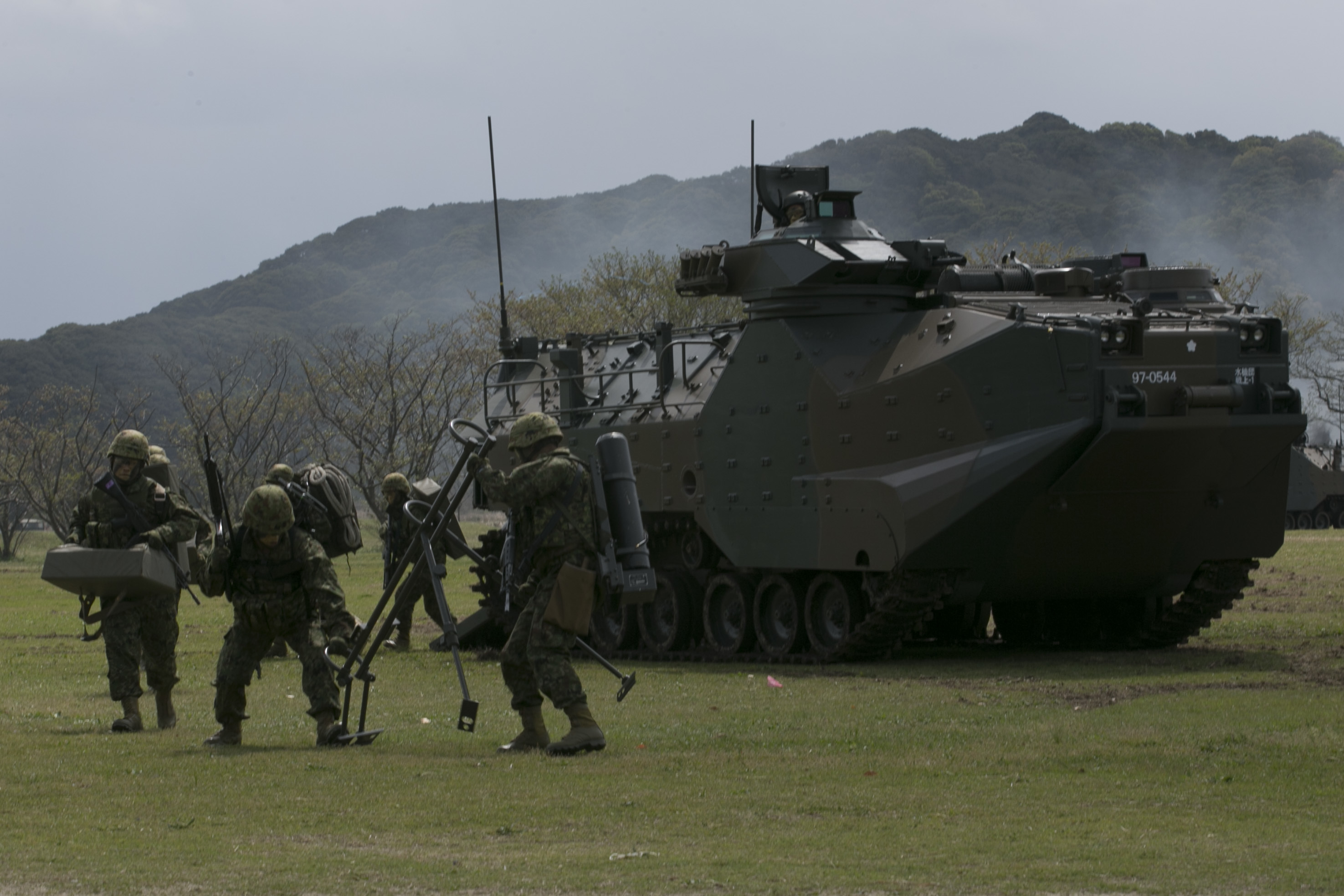
일본 해병대의 AAV-7
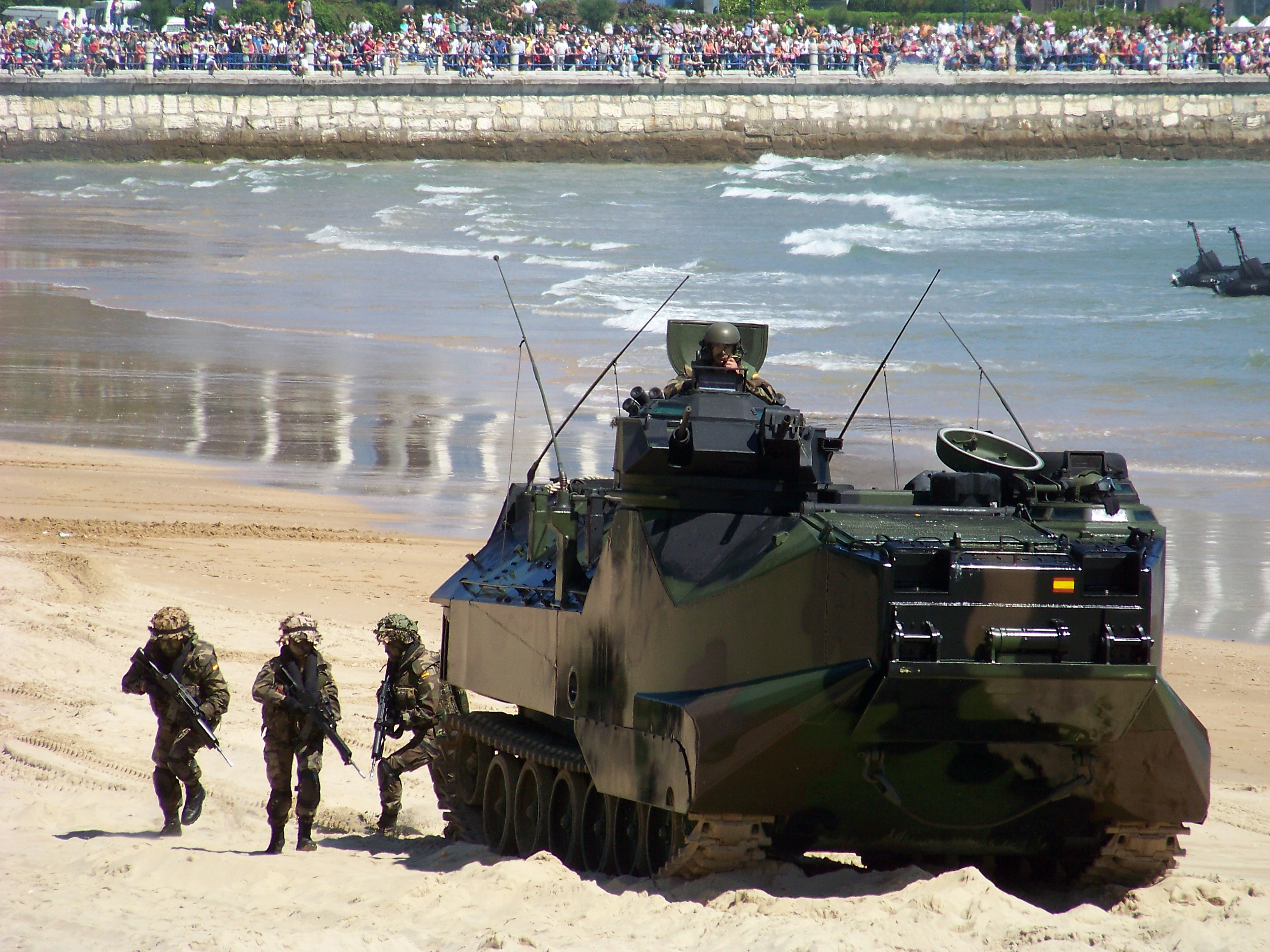
2009년도 시범 당시 AAV-7에서 내리고 있는 스페인 해군 보병 분대원들.

## 운용국

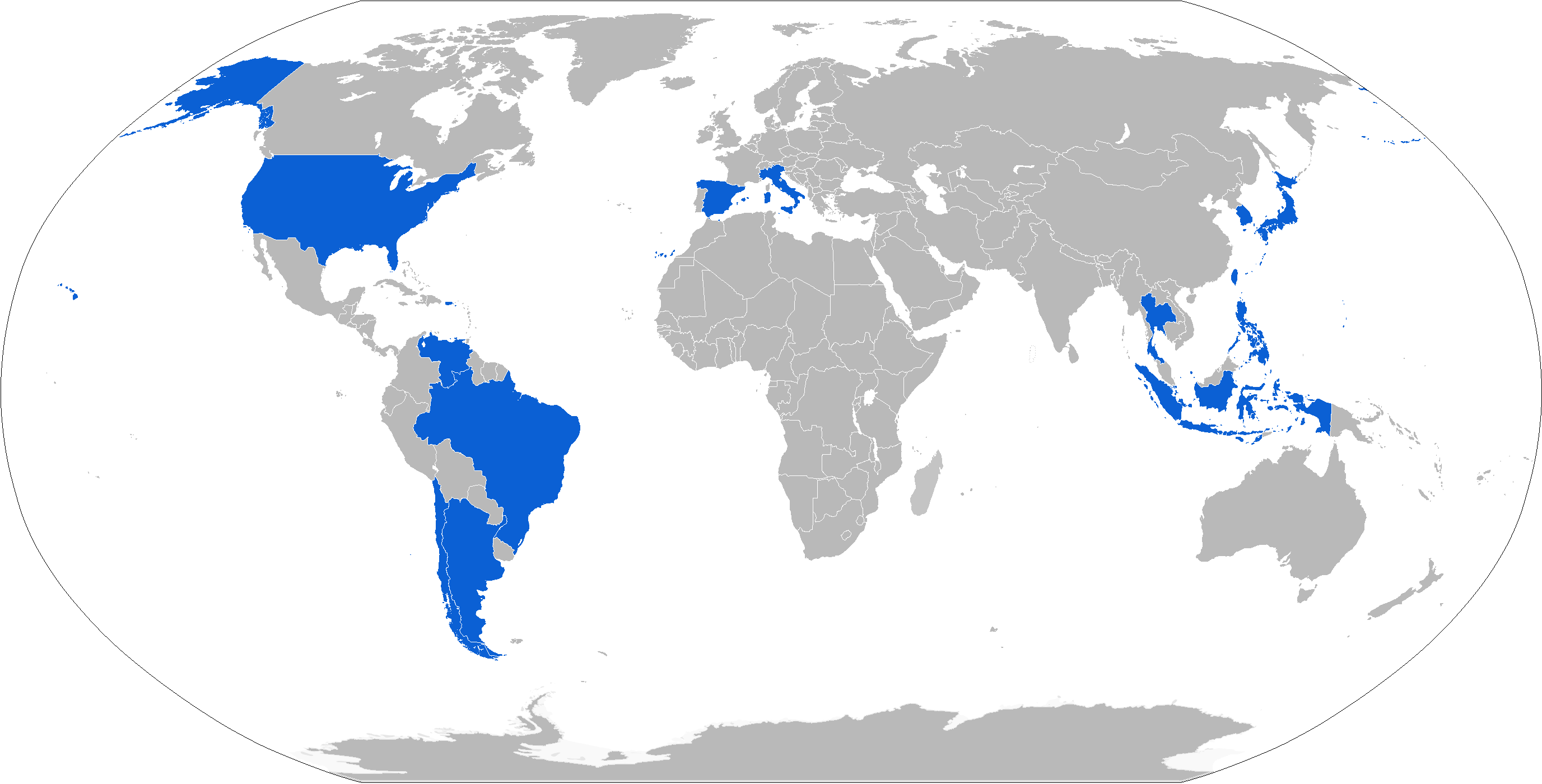
LVTP-7/AAVP7 운용국의 지도

- 대한민국, 재식명 KAAV
- 미국
- 브라질
- 스페인
- 아르헨티나
- 이탈리아
- 인도네시아
- 일본
- 태국
- 필리핀